# 范信基
范信基（FAN Shun Kei，1984年11月10日—），香港男子橄欖球運動員，亦為香港欖球總會地區發展教練及體育用品公司市場經理。其獨特的「菠蘿頭」髮型是香港欖球代表隊的標誌之一。

## 簡歷
2010年11月，范信基代表中國香港出戰廣州亞運會，參加橄欖球比賽，最終奪得銀牌。

## 榮譽
- 香港特區政府嘉獎

行政長官社區服務獎狀（2011年）

## 外部連結
- 運動員資料 - 范信基[永久]